# トリペプチドアミノペプチダーゼ
トリペプチドアミノペプチダーゼ(Tripeptide aminopeptidase、EC 3.4.11.4)は酵素である。以下の化学反応を触媒する。
トリペプチドからN末端残基を遊離する。
亜鉛酵素であり、哺乳類の組織に広く分布する。